# Ildefonso de los Reyes
Ildefonso de los Reyes es un cantante gitano de flamenco-fusion del grupo jerezano Navajita Plateá. 
Nació en el barrio gitano de Santiago de Jerez de la Frontera en 1969. Actualmente está casado con María Bermúdez importante bailaora y cantante estadounidense.
Ildefonso es la voz del grupo y compositor; es hermano de la cantaora Chiqui de Jerez. Se le conoce como El Pelé, sobrenombre que le puso su abuelo porque cuando en el mundial de 1970 marcaba goles el jugador brasileño Pelé, el niño lloraba por el jaleo que escuchaba. 